# Deutsche Presse (Santiago)
Die Deutsche Presse war eine Tageszeitung in Santiago de Chile von 1912 bis 1920.

## Geschichte
Seit 1912 erschien die Deutsche Presse als erste deutschsprachige Tageszeitung in Santiago, daneben gab es in Chile noch die Deutsche Zeitung für Chile in Valparaiso (seit 1910).
Erster Schriftleiter wurde Hermann Schroff, der diese Tätigkeit vorher bei der Deutschen Zeitung ausgeübt hatte.
Die Deutsche Presse berichtete über Ereignisse in  Deutschland und weiteren Ländern, und besonders über das Leben der deutschsprachigen Bewohner in Chile.
Sie erhielt ihre Nachrichten  über internationale Ereignisse zunächst  von einer US-amerikanischen Nachrichtenagentur, bis 1917 die USA  Deutschland den Krieg erklärt hatten.
1918  galt die Deutsche Presse als stark deutschpropagandistisch und durfte Artikel über Deutschland und den Ersten Weltkrieg nur noch nach Genehmigung durch die chilenische Zensur veröffentlichen. In dieser Zeit war José Ivens der Chefredakteur (director), Carl Boos der Herausgeber (contributor) und Carl Hübner der Vertreter in Valparaiso.
Am 3. Januar 1920 erschien die letzte Ausgabe, nachdem der Herausgeber der Deutschen Zeitung für Chile Paul Oesterreich sie gekauft hatte.